# Plusiodonta tripuncta
Plusiodonta tripuncta är en fjärilsart som beskrevs av George Thomas Bethune-Baker 1906. Plusiodonta tripuncta ingår i släktet Plusiodonta och familjen nattflyn. Inga underarter finns listade i Catalogue of Life.